# Ilja Prokopjew
Ilja Pawłowicz Prokopjew (ros. Илья́ Па́влович Проко́пьев, ur. 29 lipca 1926 we wsi Maczamuszy w Czuwaskiej ASRR, zm. 20 lutego 2017) – radziecki działacz partyjny.

## Życiorys
Urodzony w czuwaskiej rodzinie chłopskiej, 1943-1950 żołnierz Armii Czerwonej, uczestnik wojny z Niemcami, od 1946 członek WKP(b). W 1950 zaocznie ukończył Chabarowski Instytut Pedagogiczny, a 1958 Wyższą Szkołę Partyjną przy KC KPZR. Od 1950 funkcjonariusz partyjny, 1970-1974 sekretarz Czuwaskiego Komitetu Obwodowego KPZR, od 14 stycznia 1974 do 25 października 1988 I sekretarz Czuwaskiego Komitetu Obwodowego KPZR, następnie na emeryturze. 1976-1989 członek KC KPZR. Deputowany do Rady Najwyższej ZSRR od 9 do 11 kadencji.

## Odznaczenia
- Order Lenina (dwukrotnie - 1976 i 1986)
- Order Wojny Ojczyźnianej I klasy (1986)
- Order Czerwonego Sztandaru Pracy (trzykrotnie - 1971, 1973 i 1981)
- Order „Znak Honoru” (1966)
- Medal „Za Odwagę” (1945)
- Medal „Za zwycięstwo nad Japonią” (1946)